# Église Saint-Martin de l'Albère

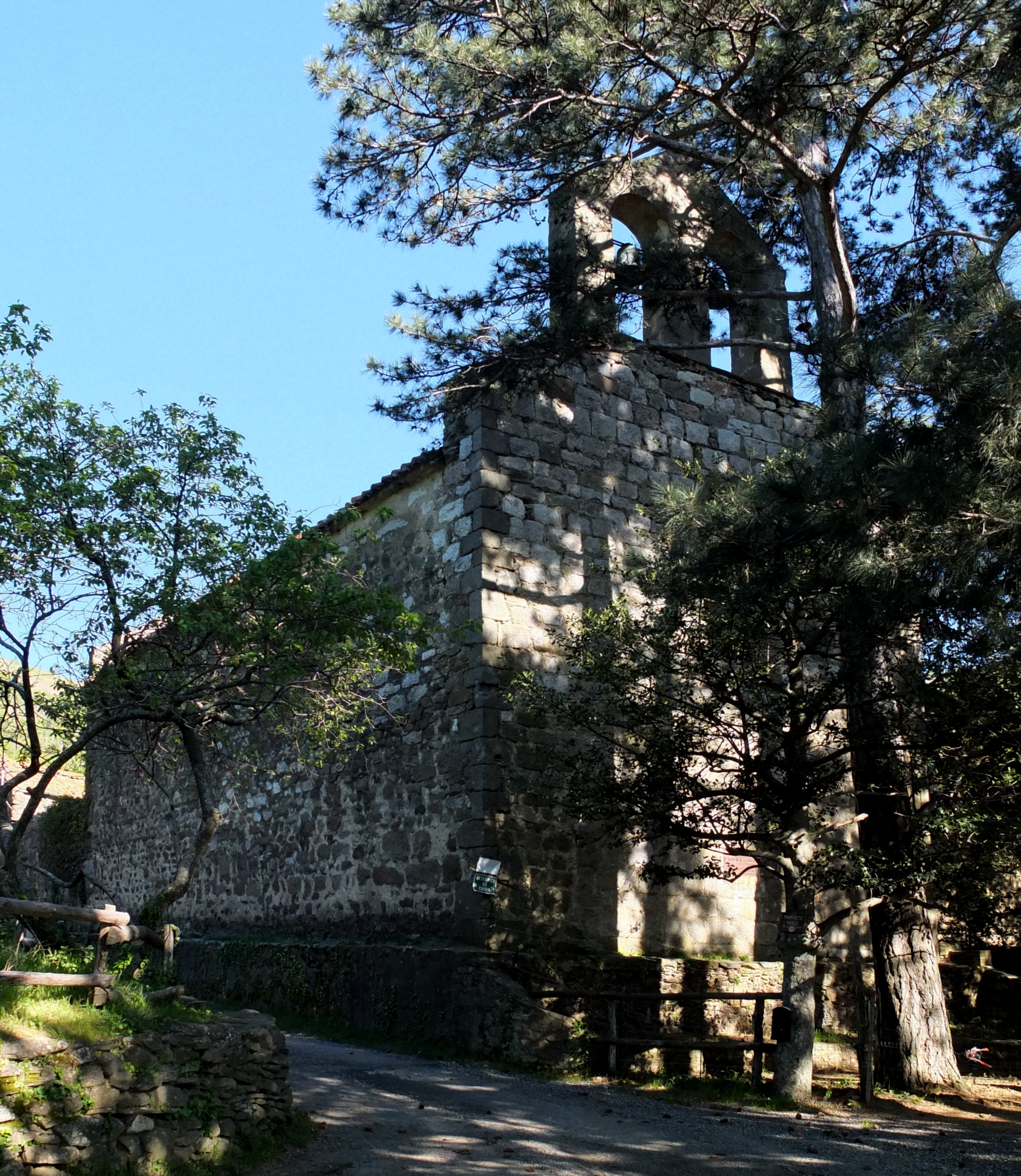
L'église vue NO

Pour les articles homonymes, voir église Saint-Martin.
L'église Saint-Martin de l'Albère est une église romane située à L'Albère, dans le département français des Pyrénées-Orientales. Son nom catalan est Sant Martí de Montforcat. Elle est mentionnée en 844 (cella Sancti Martini de Monte Furcato). Le peuplement qui se développe autour dès son achèvement constitue un des deux hameaux de L'Albère. Le bâtiment actuel date du XIIe siècle. Cette église se trouve sur une propriété privée, appartenant à une grande famille Catalane . 

## Situation
L'édifice se trouve au cœur du massif des Albères, un massif montagneux peu élevé mais escarpé constituant la partie la plus orientales des Pyrénées et marquant la frontière entre l'Espagne et la France. Il a été construit sur un replat surplombant un torrent, en contrebas d'un col nommé coll Forcat (« col fourchu » en catalan). L'église se trouve sur le territoire français, dans la commune de L'Albère, l'Espagne se trouvant de l'autre côté du col.

## Histoire
Une chapelle dédiée à Saint Martin est fondée en ce lieu par les Bénédictins en 844. Elle est mentionnée sous le nom S. Martini in Monte Furcato, du nom d'un mont (actuellement mont Forcat) situé à proximité. Au XVIIe siècle, c'est le nom du col voisin qui apparaît : S. Martini de Coll Forcat.